# کونیشیگه کاماموتو
کونیشیگه کاماموتو (به انگلیسی: Kunishige Kamamoto) بازیکن فوتبال اهل ژاپن و عضو تیم ملی فوتبال ژاپن است که در تاریخ ۰۳ مارس ۱۹۶۴ میلادی اولین بازی ملی‌اش را انجام داد. او در ۸۴ بازی ملی حضور داشت و آخرین بازی ملی خود را در تاریخ ۱۵ ژوئن ۱۹۷۷ میلادی انجام داد. کونیشیگه کاماموتو در بازی‌های ملی‌اش ۸۰ گل به ثمر رساند.